# 世傑班
世傑班，字彥時，畏兀儿唆里迷（今新疆焉耆）人，元朝政治人物，月儿思蛮的玄孙，阿的迷失帖木儿的曾孙，阿邻帖木儿的孙子，沙剌班的儿子。
世傑班爲尚輦奉御，元顺帝对他很器重。顺帝罢黜丞相伯顏，世傑班與其父一起参与密谋。顺帝制洪禧小璽，放在金函青囊中，命世傑班掌管。他懸在項下或置於袖中，其母也不知道。有人問他內廷之事，他回答其他，为官如此慎密。官至翰林學士承旨。